# Mycaureola
Mycaureolalà một chi nấm trong họ Physalacriaceae.